# Jarosław Godek
Jarosław Godek (* 5. August 1981 in Szubin, Polen) ist ein ehemaliger polnischer Ruderer.

## Karriere
Godek begann im Jahr 1999 mit dem Rudersport. In der Juniorenaltersklasse konnte er sich nicht für die Jahrgangsweltmeisterschaften qualifizieren, so dass er erst 2002 im Alter von 21 Jahren bei der damals noch inoffiziellen U23-WM im polnischen Nachwuchsachter erste internationale Erfahrung sammelte. In Genua belegte die Auswahl damals den siebten Platz.
Im Folgejahr rückte Godek in die Nationalmannschaft der offenen Altersklasse auf, startete auch erstmals beim Ruder-Weltcup im Vierer ohne Steuermann. In dieser Bootsklasse konnte er sich etablieren und später auch bei den Weltmeisterschaften in Mailand rudern, wo er den neunten Platz belegte. In gleicher Besetzung wie im Vorjahr mit Mariusz Daniszewski, Artur Rozalski und Rafał Smoliński ging das Team auch in der olympischen Saison 2004 in die Wettkämpfe. Mit einer Leistungssteigerung konnte es bei den Olympischen Sommerspielen 2004 in Athen das Finale erreichen und Platz 6 unter 13 teilnehmenden Mannschaften belegen.
Auch im neuen Olympiazyklus war Godek zunächst im Vierer-ohne unterwegs, der aber im Vergleich zum polnischen Achter regelmäßig schwächer besetzt war. Bei den Weltmeisterschaften 2005 wurde Platz 11 belegt, im Folgejahr nur Platz 14. Ab der Saison 2007 ruderte Godek zusammen mit Piotr Hojka im Zweier ohne Steuermann. Das Duo belegte Platz 7 bei den Weltmeisterschaften in München und gewann die Silbermedaille bei den wiedereingeführten Europameisterschaften im polnischen Posen. In Peking gingen Godek und Hojka ebenfalls bei den Olympischen Sommerspielen 2008 an den Start, sie konnten aber nur den 14. und letzten Platz errudern. Die Europameisterschaften wenige Wochen später beendeten sie auf dem sechsten Platz.
Godek wechselte in der Folge viel zwischen den verschiedenen Riemenbooten im polnischen Rudersport. 2009 wurde er im Achter getestet, der damals einem personellen Umbruch unterworfen war. Bei den Weltmeisterschaften in Polen wurde Godek aber wieder im Vierer-ohne eingesetzt, wo nur der 11. Platz belegt wurde. Zu den Europameisterschaften im gleichen Jahr schaffte es Godek in den Achter, der im belarussischen Brest den EM-Titel gewinnen konnte. 2010 schaffte er spät den Sprung in den Achter, gewann Silber bei den Europameisterschaften und belegte bei der WM in Neuseeland Platz 8.
Die Saison 2011 verlief dagegen enttäuschend. Godek wurde nur beim Weltcup eingesetzt, aber nicht bei internationalen Titelkämpfen. In der olympischen Saison 2012 bildete er mit Wojciech Gutorski, der ebenfalls nicht mehr für den Achter berücksichtigt wurde, einen Zweier-ohne. Die beiden konnten den noch nicht gesicherten Startplatz für Polen in dieser Bootsklasse bei den Olympischen Sommerspielen in London auf der Luzerner Qualifikationsregatta sichern. Bei der olympischen Ruderregatta auf dem Dorney Lake erreichte Godek bei seiner dritten Olympiateilnahme das B-Finale und platzierte sich mit Gutorski auf dem 10. Gesamtrang. Wenig später folgte Platz 5 bei den Europameisterschaften in Varese in derselben Zusammensetzung.
Godek ging mit Gutorski im Zweier-ohne auch in den neuen Olympiazyklus. Bei den Europameisterschaften 2013 gewannen sie die Silbermedaille hinter dem Boot aus Serbien. Das Finale der Weltmeisterschaften im südkoreanischen Chungju beendeten die beiden auf dem fünften Platz. In der Folgesaison zog sich Godek nach einer Teilnahme am C-Finale beim Weltcup aus dem internationalen Rudersport zurück.
Godek startete für den Verein AZS AWFiS Gdańsk. Bei einer Körperhöhe von 1,94 m betrug sein Wettkampfgewicht rund 97 kg.